# 鯖江警察署
鯖江警察署（さばえけいさつしょ）は、福井県警察が管轄する警察署の一つである。識別章所属表示はSJ。

## 所在地
- 福井県鯖江市下河端町202番地

## 管轄区域
- 鯖江市
- 丹生郡越前町

## 沿革
- 1954年（昭和29年）7月：警察法施行により、福井県警察が発足。福井県鯖江警察署となる。
- 2005年（平成17年）12月26日：新庁舎完成・移転。
- 2008年（平成20年）4月1日：丹生警察署（にゅうけいさつしょ）を統合、管轄区域に丹生郡越前町を加え、旧丹生警察署を鯖江警察署丹生分庁舎とする。

## 分庁舎
- 丹生分庁舎（丹生郡越前町西田中三丁目）

旧丹生署沿革
- 1954年（昭和29年）7月：警察法改正により国家地方警察福井県本部から福井県警察に改組となる。
- 2006年（平成18年）2月1日：旧清水町および旧越廼村の管轄を福井南警察署に移管し、越前町のみが管轄区域となる。

## 組織
- 警務課
  - 警務教養係
  - 警察安全相談係
- 会計課
  - 会計係
- 生活安全課
  - 生活安全庶務係
  - 生活安全捜査(第一係・第二係)
- 地域課
  - 指導・通信指令係
- 刑事課
  - 鑑識・庶務係
  - 刑事(第一係～第六係)
- 交通課
  - 交通(第一係～第三係)
- 警備課
  - 警備係

## 交番
- 神明交番（鯖江市三六町2丁目2-38）
- 駅前交番（鯖江市日の出町1-2）
- 朝日交番（越前町西田中3丁目306：丹生分庁舎内）

## 駐在所
- 立待駐在所（鯖江市杉本町35-124）
- 吉川駐在所（鯖江市大倉町5-14-2）
- 豊駐在所（鯖江市下野田町34-12-4）
- 中河駐在所（鯖江市中野町28-42-1）
- 北中山駐在所（鯖江市落井町39-19-1）
- 河和田駐在所（鯖江市西袋町229）
- 織田駐在所（越前町織田33-48）
- 宮崎駐在所（越前町江波76-78-1）
- 四ケ浦駐在所（越前町小樟1-21）
- 城崎駐在所（越前町厨49-2-1）
- 糸生駐在所（越前町下糸生106-1-1）

## 検問所
- 交通車両検問所（警察署併設）
  - 国道8号に隣接する警察署の敷地に、検問スペースがある。2006年（平成18年）1月26日に初の検問が行われた。